# Jorge Federico de Hohenlohe-Neuenstein-Weikersheim

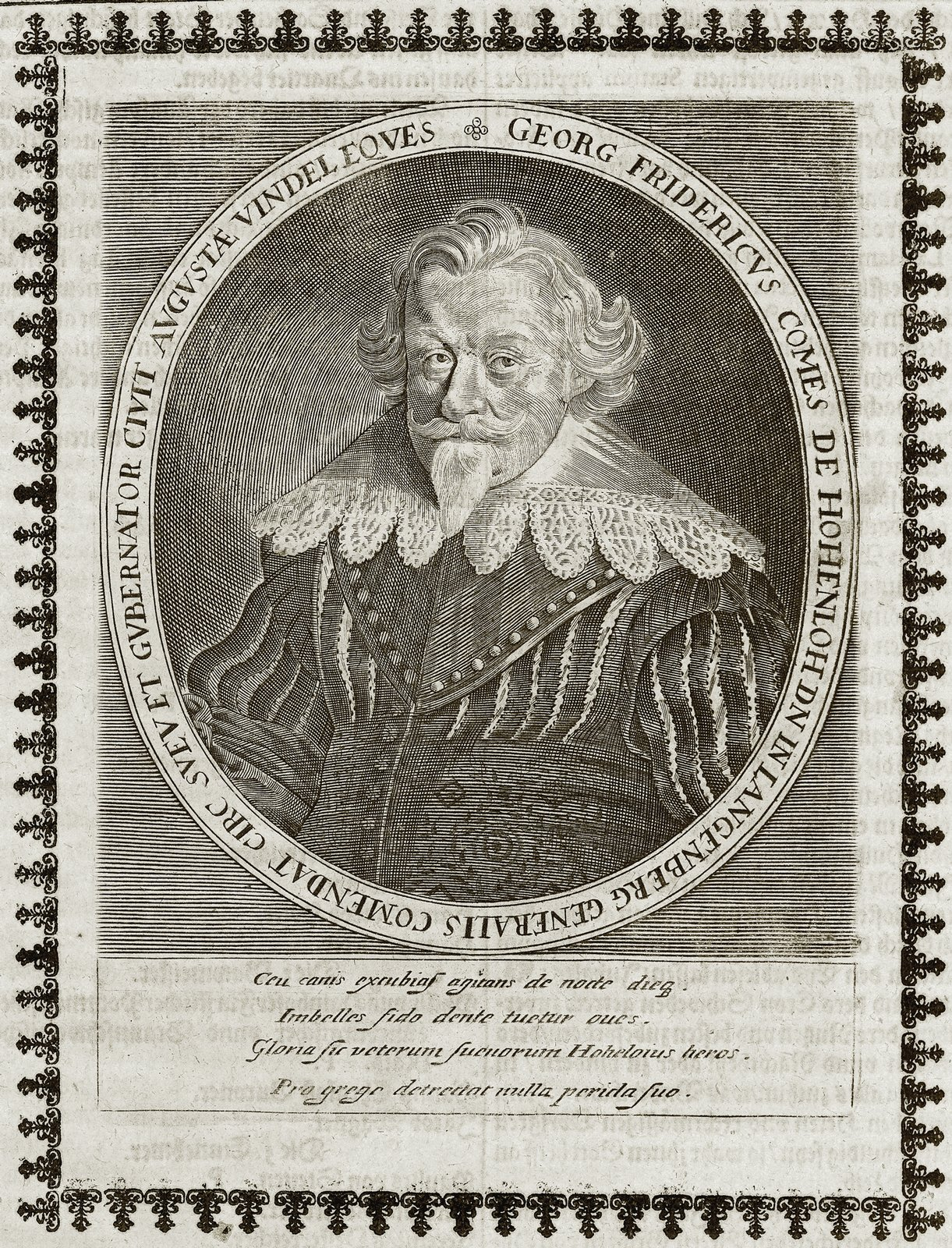
Jorge Federico de Hohenlohe-Neuenstein-Weikersheim.

El Conde Jorge Federico de Hohenlohe-Neuenstein-Weikersheim (5 de septiembre de 1569-7 de julio de 1645) fue un oficial y poeta amateur.

## Biografía
Nacido en Neuenstein, Jorge Federico era el hijo del Conde Wolfgang de Hohenlohe-Neuenstein y de su esposa Magdalena de Nassau-Dillenburg.
A la edad de 17 años, en 1586 el Conde Jorge Federico fue a la Universidad de Ginebra y estudió ahí hasta 1588. Fue probablemente el último estudiante del Profesor François Hotman. Subsiguientemente, con el propósito de estudiar, el Conde Jorge Federico fue a Francia y después a Italia, donde se enroló en las universidades de Siena y Padua.
Después de terminar sus estudios en 1591 luchó a las órdenes de Enrique IV de Francia contra la Liga Católica. En la guerra contra los turcos en 1595, fue promovido a Coronel. En 1605, como comandante de campo imperial, sofocó un alzamiento en Hungría. 
El 18 de junio de 1607, Federico contrajo matrimonio con Eva von Waldstein. A través de este matrimonio pasó a ser miembro de los Estados bohemios y por lo tanto también se vio involucrado en la resistencia contra el Rey (emperador del Sacro Imperio) Fernando II. Como General comandante de los Estados, fue responsable de la organización y en la Batalla de la Montaña Blanca comandó una unidad de caballería.
El 22 de enero de 1621, fue aceptado como miembro de la Sociedad Fructífera por el Príncipe Luis I de Anhalt-Köthen.
En 1621, el emperador Fernando II proclamó a Federico V del Palatinado entre otros, como traidores. Los otros incluían a Jorge Federico de Hohenlohe-Neuenstein-Weikersheim.
A pesar de haber caído bajo la proclamación de la prohibición imperial en 1621, el Conde Jorge Federico pudo alcanzar la paz con el emperador y con aprobación imperial pudo incluso ejercer su señorío en Weikersheim, que había pasado a sus manos a la muerte de su padre en 1610.
Su esposa Eva murió el 24 de mayo de 1631. El 17 de agosto de 1633, contrajo matrimonio con María Magdalena von Oettingen-Oettingen, quien sin embargo murió el 29 de mayo de 1636, después de apenas tres años de matrimonio.
En 1632, el Conde Jorge Federico fue instalado como regente sueco del Círculo de Suabia. Cuando aceptó este puesto, enfureció al emperador hasta el punto que inmediatamente lo proscribió de nuevo. Además, la Orden Teutónica inmediatamente, por decreto imperial, recibió el señorío de Weikersheim. Este solo retornó a manos de la Casa de Hohenlohe después de la Paz de Westfalia en 1648.
Debido a su proscripción, Jorge Federico fue excluido de la Paz de Praga [1635]. No obstante, durante una conversación personal en 1637, el emperador lo perdonó. El Conde Jorge Federico se estableció en Langenburg y evitó cualquier forma de actividad política. Aquí en Langenburg estuvo también activo en literatura. Escribió principalmente oraciones y poemas.
El Conde Jorge Federico de Hohenlohe-Neuenstein-Weikersheim murió el 7 de julio de 1645, a la edad de 76 años, en Langenburg.

## Obra
- Geistliche Psalmen und Kirchengesänge ("Spiritual Psalms and Church Songs", 1648)